# Осмоловщизна
Осмоловщизна (пол. Osmołowszczyzna) — село в Польщі, у гміні Домброва-Білостоцька Сокульського повіту Підляського воєводства.
Населення — 149 осіб (2011).
У 1975-1998 роках село належало до Білостоцького воєводства.

## Демографія
Демографічна структура станом на 31 березня 2011 року:
|          | Загалом | Допрацездатний вік | Працездатний вік | Постпрацездатний вік |
| -------- | ------- | ------------------ | ---------------- | -------------------- |
| Чоловіки | 75      | 14                 | 57               | 4                    |
| Жінки    | 74      | 13                 | 48               | 13                   |
| Разом    | 149     | 27                 | 105              | 17                   |